# Pes Darwinův
Pes Darwinův, nebo také liška Darwinova (Lycalopex fulvipes), je psovitá šelma z rodu Lycalopex, který tvoří s dalšími 5 druhy. Druh popsal William Charles Linnaeus Martin roku 1837. Obecné jméno nese po Charlesi Darwinovi, který jej poprvé objevil pro západní vědu. Pes se vyskytuje pouze v Chile a na ostrově Chiloé, dle Mezinárodního svazu ochrany přírody je od roku 2016 ohrožený (do té doby byl veden jako kriticky ohrožený). Ve volné přírodě žije méně než 2500 jedinců.

## Objev
Jako první psa odchytil Charles Darwin v roce 1834 na jihovýchodní části ostrova Chiloé. Darwin sám k této epizodě napsal:
Večer jsme dorazili na ostrov San Pedro, kde jsme spatřili zakotvenou Beagle. Když jsme se plavili kolem mysu, vystoupili na břeh dva důstojníci, aby provedli sérii měření úhlů teodolitem. Na skalách seděla psovitá šelma, která se prý vyskytuje jen na tomto ostrově, a to ještě velmi vzácně, a je dosud nepopsaným druhem. Pozorovala počínání důstojníků s takovým zaujetím, že jsem se k ní mohl potichu zezadu přikrást a udeřit ji do hlavy svým geologickým kladívkem. Tato šelma, zvědavější a vědou zaujatější, avšak méně moudrá, než jsou obecně její příbuzní, je nyní vystavena v muzeu Zoologické společnosti
Ch. Darwin, Cesta kolem světa, překlad z 

## Výskyt
Psi Darwinovi se vyskytují pouze ve dvou oblastech, a to na ostrově Chiloé a částečně i v pevninské Jižní Americe. Ostrov je vzdálený zhruba 30 km od pobřeží Chile, je asi 200 km dlouhý a 64 km široký a psi ho obývají téměř celý, až na lidmi osídlené části na severu ostrova. Od roku 1970 jsou pozorováni také v NP Nahuelbuta na území Chile, vzdáleném asi 600 km severně od populace na ostrově. K životu dávají přednost lesům. Na ostrově jsou lesy složeny z jehličnatých, stálezelených a ovocných stromů, zatímco v NP Nahuelbuta z blahočetů (Araucaria) a buků. Psi se zde vyskytují v nadmořské výšce od 950 do 1462 m.

## Popis
Pes Darwinův měří 48 až 59 cm, hmotnost se pohybuje mezi 1,8–4 kg. Uši měří zhruba 6 až 7 cm, ocas je dlouhý cca 22 cm a mohutně osrstěný. Tělo je dlouhé, nohy naopak krátké. Srst má černošedé zbarvení, na bradě a podbřišku je bílá. U tohoto druhu není vyvinut zřetelný pohlavní dimorfismus, ale samci mají horní špičáky umístěny dál od sebe, díky čemuž mají o něco širší tlamu. Psi Darwinovi mají celkem 42 zubů. Celkový vzorec zubů činí 3/3-1/1-4/4-2/3.

## Chování
Psi Darwinovi žijí většinou samotářsky a setkávají se pouze v období rozmnožování, nicméně jejich teritoria se mohou překrývat. Je běžné, že rodiče sdílí jedno teritorium se svými potomky. Nejsou známy žádné informace o komunikaci mezi jedinci stejného druhu, nicméně pravděpodobně používají různé čichové vjemy a hlasové projevy jako jiní psovití. Rozmnožování začíná v říjnu a po období gravidity se samici narodí 2–3 mláďata, která vyvede z doupěte zhruba v prosinci. V únoru jsou pak odstavena od mateřského mléka. Existují důkazy, že tento druh může být monogamní, nicméně jeho reprodukční biologie není příliš probádána. Psi se živí různorodou potravou, například malými savci, plazy nebo ptáky, ale také brouky a dalšími bezobratlými, nebo také ovocem a semeny. Složení potravy se mění v závislosti na ročním období. Na ostrově Chiloé psi loví také drůbež a vybírají skládky, při hledání potravy někdy vniknou i do domů.

## Ohrožení
Na světě žije méně než 2500 psů Darwinových, 90 % populace se nachází na ostrově Chiloé. Lidmi jsou loveni coby škodlivá zvířata, zabíjející jim například drůbež, nebo pro kožešinu. Nebezpečí pro psy Darwinovy představují také psi domácí, kteří je napadají, či na ně přenášejí choroby. Některé populace jsou ohroženy ztrátou přirozeného prostředí. Potenciální stavba mostu, mající spojovat ostrov s pevninou, by pak mohla způsobit introdukci nových predátorů na ostrov.
Dle Mezinárodního svazu ochrany přírody je druh ohrožený a jeho populace klesá. Je zapsán na seznam CITES II a od roku 1929 chráněn chilskými zákony. Vyskytuje se v národním parku Nahuelbuta a v národním parku Chiloé, jediní známí jedinci v zajetí jsou chováni ve Fauna Andina blízko Villarricy.

## Synonyma
- Canis fulvipes
- Dusicyon fulvipes
- Pseudalopex fulvipes
- Pseudalopex griseus fulvipes
- Pseudalopex gymnocercus fulvipes[2]